# Deutsche Badmintonmeisterschaft 2022
Die Deutsche Badmintonmeisterschaft 2022 fand vom 28. bis zum 31. Juli 2022 in Mülheim an der Ruhr statt. Austragungsort war die Westenergie Sporthalle. Ursprünglich sollte die Meisterschaft im Februar 2022 stattfinden, aufgrund der COVID-19-Pandemie musste der Termin jedoch geändert werden. Es war die 70. Auflage der Titelkämpfe.

## Medaillengewinner
| Disziplin    | Gold                                                                         | Silber                                                               | Bronze                                                                         |
| ------------ | ---------------------------------------------------------------------------- | -------------------------------------------------------------------- | ------------------------------------------------------------------------------ |
| Herreneinzel | Kai Schäfer (SV Fun-Ball Dortelweil)                                         | Matthias Kicklitz (Blau-Weiss Wittorf)                               | Fabian Roth (TV Refrath)                                                       |
| Herreneinzel | Kai Schäfer (SV Fun-Ball Dortelweil)                                         | Matthias Kicklitz (Blau-Weiss Wittorf)                               | Samuel Hsiao (1. BC Wipperfeld)                                                |
| Dameneinzel  | Yvonne Li (SC Union 08 Lüdinghausen)                                         | Ann-Kathrin Spöri (TV Refrath)                                       | Selin Hübsch (TV Refrath)                                                      |
| Dameneinzel  | Yvonne Li (SC Union 08 Lüdinghausen)                                         | Ann-Kathrin Spöri (TV Refrath)                                       | Miranda Wilson (SG Schorndorf)                                                 |
| Herrendoppel | Jones Ralfy Jansen (1. BC Wipperfeld) Jan Colin Völker (TV Refrath)          | Bjarne Geiss (Blau-Weiss Wittorf) Daniel Hess (1. BC Beuel)          | Felix Hammes (1. BC Beuel) Christopher Klauer (BC Hohenlimburg)                |
| Herrendoppel | Jones Ralfy Jansen (1. BC Wipperfeld) Jan Colin Völker (TV Refrath)          | Bjarne Geiss (Blau-Weiss Wittorf) Daniel Hess (1. BC Beuel)          | Daniel Seifert (TSV Trittau) Alexander Strehse (TSV Trittau)                   |
| Damendoppel  | Stine Küspert (1. BC Bischmisheim) Emma Moszczynski (SV Fun-Ball Dortelweil) | Leona Michalski (TV Refrath) Franziska Volkmann (1. BC Bischmisheim) | Annika Horbach (TSV Trittau) Hannah Pohl (1. BC Beuel)                         |
| Damendoppel  | Stine Küspert (1. BC Bischmisheim) Emma Moszczynski (SV Fun-Ball Dortelweil) | Leona Michalski (TV Refrath) Franziska Volkmann (1. BC Bischmisheim) | Annalena Diks (STC Blau-Weiß Solingen) Alicia Molitor (STC Blau-Weiß Solingen) |
| Mixed        | Bjarne Geiss (Blau-Weiss Wittorf) Emma Moszczynski (SV Fun-Ball Dortelweil)  | Jan Colin Völker (TV Refrath) Stine Küspert (1. BC Bischmisheim)     | Tobias Wadenka (TSV Neuhausen-Nymphenburg) Hannah Pohl (1. BC Beuel)           |
| Mixed        | Bjarne Geiss (Blau-Weiss Wittorf) Emma Moszczynski (SV Fun-Ball Dortelweil)  | Jan Colin Völker (TV Refrath) Stine Küspert (1. BC Bischmisheim)     | Patrick Scheiel (Blau-Weiss Wittorf) Franziska Volkmann (Blau-Weiss Wittorf)   |

## Herreneinzel

### 1. Runde
- Sandro Kulla – Stefan Meuser: 21-1421-10
- Kenneth Neumann – Tobias Mund: 21-10 19-21 21-8
- Kian-Yu Oei – Holger Herbst: 21-10 22-20
- Bennet Peters – Alan Erben: w.o.
- Lars Rügheimer – Daniel Stratenko: 14-21 21-13 21-11
- Karl Sufryd – Fabian Hippold: 21-11 21-12
- Marius Meyer – Saurya Singh: 21-13 23-25 22-20
- Aaron Sonnenschein – Justin Seibel: 21-9 21-17
- René Rother – Siad Wolff: 21-9 22-20
- Lukas Burger – Bruno Steffen-Sánchez: 21-13 21-13
- Karim Krehemeier – Fabian Schlenga: 21-19 18-21 21-17
- Christian Dumler – Kevin Baum: 24-22 21-12
- Niklas Niemczyk – Karl Ferdinand Nagel: 21-10 21-19
- Yanik Zahmel – Rafe Kenji Braach: 22-20 18-21 21-13
- Tim Krämer – Milan Bauer: 21-19 21-15
- Felix Hammes – Simon Kramer: 21-13 21-9
- Johann Höflitz – Lino Degenkolb: w.o.
- Philipp Nebendahl – Simon Krax: 21-14 21-15
- Lin-Yu Oei – Markus Hennes: w.o.

### 2. Runde
- Max Weißkirchen – Kenneth Neumann: 21-13 21-10
- Sandro Kulla – Tim Specht: w.o.
- Matthias Kicklitz – Karim Krehemeier: 21-18 21-15
- Kian-Yu Oei – Bennet Peters: 21-11 21-11
- Fabian Roth – Johann Höflitz: 21-6 21-11
- Lucas Bednorsch – Lars Rügheimer: 21-12 21-7
- Karl Sufryd – Brian Holtschke: w.o.
- Niklas Niemczyk – Marvin Schmidt: 21-10 21-17
- Aaron Sonnenschein – Marius Meyer: 21-15 21-6
- David Kramer – René Rother: 21-15 21-13
- Lennart Notni – Yanik Zahmel: 21-16 22-20
- Samuel Hsiao – Christian Dumler: 21-7 21-16
- Felix Hammes – Philipp Nebendahl: 21-15 22-20
- Christopher Klauer – Lukas Burger: 21-10 21-13
- Tim Krämer – Tobias Wadenka: w.o.
- Kai Schäfer – Lin-Yu Oei: 21-10 21-3

### Achtelfinale
- Max Weißkirchen – Sandro Kulla: 21-12 21-16
- Matthias Kicklitz – Kian-Yu Oei: 22-24 21-19 21-19
- Fabian Roth – Lucas Bednorsch: 21-12 21-9
- Niklas Niemczyk – Karl Sufryd: 12-21 21-11 21-15
- Aaron Sonnenschein – David Kramer: 21-17 21-16
- Samuel Hsiao – Lennart Notni: 21-13 21-12
- Felix Hammes – Christopher Klauer: 21-18 17-21 21-19
- Kai Schäfer – Tim Krämer: 21-7 21-14

### Viertelfinale
- Matthias Kicklitz – Max Weißkirchen: 21-13 21-18
- Fabian Roth – Niklas Niemczyk: 21-16 21-7
- Samuel Hsiao – Aaron Sonnenschein: 21-9 21-10
- Kai Schäfer – Felix Hammes: 21-6 21-11

### Halbfinale
- Matthias Kicklitz – Fabian Roth: 21-18 13-21 21-19
- Kai Schäfer – Samuel Hsiao: 21-14 21-13

### Finale
- Kai Schäfer – Matthias Kicklitz: 21-16 18-21 21-13

## Herrendoppel

### 1. Runde
- Sebastian Grieser / Lukas Vogel – Holger Herbst / Luca Leon Müller: 21-7 21-12
- Simon Krax / Til Gatzsche – Lennard Mai / Leander Pluntke: w.o.
- Marvin Schmidt / Karl Ferdinand Nagel – Philipp Nebendahl / Jarne Vater: 21-17 20-22 21-16
- Siad Wolff / Tobias Unverferth – Kevin Baum / Karl Sufryd: 21-15 21-12
- Tobias Wadenka / Justin Seibel – Milan Bauer / Stefan Meuser: 21-17 21-18

### 2. Runde
- Jan Colin Völker / Jones Ralfy Jansen – Johann Höflitz / Lennart Notni: 21-12 21-18
- Johannes Pistorius / Malik Bourakkadi – Art Geisen / Mika Poste: 21-14 21-9
- Luca Wiechmann / Eric Teller – Ben Gatzsche / Daniel Stratenko: 22-24 21-17 21-19
- Florian Reinhold / David Kramer – Sebastian Grieser / Lukas Vogel: 20-22 21-15 21-14
- Patrick Scheiel / Marvin Datko – Fabian Hippold / Simon Kramer: 21-16 21-14
- Lin-Yu Oei / Kian-Yu Oei – Karl Ferdinand Nagel / Marvin Schmidt: 21-16 21-17
- Alexander Strehse / Daniel Seifert – Pasquale Czeckay / Jonathan Rathke: 21-15 21-17
- Bennet Peters / Marcello Kausemann – Til Gatzsche / Simon Krax: 21-17 21-14
- Nikolaj Stupplich / Jarne Schlevoigt – Christian Dumler / Sandro Kulla: 21-12 23-21
- Lucas Gredner / Lucas Bednorsch – Timo Putz / René Rother: 21-17 16-21 21-19
- Tobias Wadenka / Justin Seibel – Steffen Becker / Niels Kock: 21-17 21-14
- Yannik Windhorst / Wolf-Dieter Papendorf – Tobias Unverferth / Siad Wolff: 21-19 21-17
- Christopher Klauer / Felix Hammes – Michael Nonn / Vincent Wansorra: 21-13 21-13
- Niklas Niemczyk / Niclas Lohau – Rafe Kenji Braach / Mark Niemann: 21-17 22-20
- Kenneth Neumann / Jonathan Dresp – Jonas Burger / Lukas Burger: 21-13 21-19
- Daniel Hess / Bjarne Geiss – Sebastian Kelch / Sven Erik Prey: 21-11 21-12

### Achtelfinale
- Jan Colin Völker / Jones Ralfy Jansen – Eric Teller / Luca Wiechmann: 21-7 21-11
- Johannes Pistorius / Malik Bourakkadi – David Kramer / Florian Reinhold: 21-16 21-10
- Patrick Scheiel / Marvin Datko – Kian-Yu Oei / Lin-Yu Oei: 24-22 21-15
- Alexander Strehse / Daniel Seifert – Marcello Kausemann / Bennet Peters: 21-16 21-10
- Nikolaj Stupplich / Jarne Schlevoigt – Lucas Bednorsch / Lucas Gredner: 18-21 21-15 21-11
- Christopher Klauer / Felix Hammes – Wolf-Dieter Papendorf / Yannik Windhorst: 21-10 21-8
- Tobias Wadenka / Justin Seibel – Niclas Lohau / Niklas Niemczyk: 21-17 23-21
- Daniel Hess / Bjarne Geiss – Jonathan Dresp / Kenneth Neumann: 21-9 21-19

### Viertelfinale
- Jan Colin Völker / Jones Ralfy Jansen – Malik Bourakkadi / Johannes Pistorius: 17-21 21-16 21-16
- Alexander Strehse / Daniel Seifert – Marvin Datko / Patrick Scheiel: 14-21 21-17 21-15
- Christopher Klauer / Felix Hammes – Jarne Schlevoigt / Nikolaj Stupplich: 21-19 19-21 21-17
- Daniel Hess / Bjarne Geiss – Justin Seibel / Tobias Wadenka: 21-16 21-14

### Halbfinale
- Jan Colin Völker / Jones Ralfy Jansen – Daniel Seifert / Alexander Strehse: 21-12 22-20
- Daniel Hess / Bjarne Geiss – Felix Hammes / Christopher Klauer: 21-10 21-9

### Finale
- Jan Colin Völker / Jones Ralfy Jansen – Bjarne Geiss / Daniel Hess: 21-15 21-17

## Damendoppel

### 1. Runde
- Emma Moszczynski / Stine Küspert – Katja Brosch / Natalie Koßmann: 21-3 21-5
- Lisa Woidich / Annika Kristina Meyer – Katja Stommel / Laura Stommel: 21-17 21-19
- Elina Sonnenschein / Lena Seibert – Melanie Hellhorst / Kristina Moßmann: w.o.
- Antonia Schaller / Ella Neve – Selina Giesler / Lorena Vazquez: 21-5 21-17
- Ronja Söller / Lina Eberl – Svea Marie Stempniak / Marija Zolotariova: 21-17 12-21 21-19
- Hannah Pohl / Annika Horbach – Alina Kümmel / Linea Kümmel: 21-13 21-6
- Xuan Giao-Tien Nguyen / Mareike Bittner – Selin Hübsch / Julia Meyer: 22-20 15-21 21-15
- Charlotte Mund / Marie Lücke – Manja Oldhaver / Helen Roser: 21-13 21-16
- Melina Wild / Jennifer Löwenstein – Marie Sophie Stern / Eva Stommel: w.o.
- Lisa Höflitz / Nicole Bartsch – Lena Moses / Maren Völkering: 21-15 19-21 21-12
- Florentine Schöffski / Katharina Altenbeck – Hannah Berge / Nadine Cordes: 21-10 21-8
- Anna Mejikovskiy / Lara-Sophie Dreessen – Ann-Katrin Hippchen / Lena Reder: 21-17 21-16
- Alicia Molitor / Annalena Diks – Romina Plöger / Stina Vrielmann: 21-12 21-9
- Marie Cronenberg / Laura Cronenberg – Annica Rohbeck / Katharina Rohbeck: 21-19 21-15
- Franziska Volkmann / Leona Michalski – Lea Dingler / Sinah Holtschke: 21-5 21-2
- Emma Moszczynski / Stine Küspert – Annika Kristina Meyer / Lisa Woidich: 21-4 21-7
- Elina Sonnenschein / Lena Seibert – Ella Neve / Antonia Schaller: 21-19 21-18
- Hannah Pohl / Annika Horbach – Lina Eberl / Ronja Söller: 21-8 21-11
- Xuan Giao-Tien Nguyen / Mareike Bittner – Marie Lücke / Charlotte Mund: 19-21 23-21 21-17
- Alicia Molitor / Annalena Diks – Lara-Sophie Dreessen / Anna Mejikovskiy: 21-13 21-19
- Lisa Höflitz / Nicole Bartsch – Jennifer Löwenstein / Melina Wild: 21-18 21-18
- Florentine Schöffski / Katharina Altenbeck – Nina Becker / Louisa Marburger: w.o.
- Franziska Volkmann / Leona Michalski – Laura Cronenberg / Marie Cronenberg: 21-6 21-7
- Emma Moszczynski / Stine Küspert – Annika Horbach / Hannah Pohl: 21-14 19-21 21-11
- Franziska Volkmann / Leona Michalski – Annalena Diks / Alicia Molitor: 21-13 21-16
- Emma Moszczynski / Stine Küspert – Lena Seibert / Elina Sonnenschein: 21-7 21-8
- Hannah Pohl / Annika Horbach – Mareike Bittner / Xuan Giao-Tien Nguyen: 21-11 21-8
- Alicia Molitor / Annalena Diks – Nicole Bartsch / Lisa Höflitz: 21-14 19-21 21-17
- Franziska Volkmann / Leona Michalski – Katharina Altenbeck / Florentine Schöffski: 21-10 21-15
- Emma Moszczynski / Stine Küspert – Leona Michalski / Franziska Volkmann: 17-21 23-21 21-19

## Mixed

### 1. Runde
- Christopher Klauer / Florentine Schöffski – Johann Höflitz / Lisa Höflitz: 21-10 19-21 21-13
- Niklas Niemczyk / Katja Brosch – Jeremy Dessau / Karina Fiebig: w.o.
- David Kramer / Melina Wild – Tobias Unverferth / Josie David: 21-15 21-10
- Matti-Lukka Bahro / Louisa Marburger – Marcello Kausemann / Lorena Vazquez: 21-12 21-17
- Steffen Becker / Annalena Diks – Yannik Windhorst / Maren Völkering: 21-18 21-17
- Jonathan Dresp / Anna Mejikovskiy – Simon Kramer / Jennifer Löwenstein: 21-12 21-5
- Philipp Nebendahl / Marina Korsch – Lino Degenkolb / Ella Neve: 21-15 21-14
- Patrick Scheiel / Franziska Volkmann – Fabian Hippold / Nicole Schnurrer: 21-10 21-15
- Florian Reinhold / Lena Seibert – Jonas Scheller / Ann-Katrin Hippchen: w.o.
- Marvin Datko / Leona Michalski – Daniel Seifert / Sinah Holtschke: 21-6 21-12
- Bjarne Geiss / Emma Moszczynski – Niels Kock / Alicia Molitor: 21-13 21-8
- Alexander Strehse / Annika Horbach – Karl Sufryd / Katharina Rudert: 21-16 21-15
- Lucas Gredner / Nadine Cordes – Jan Santüns / Silke Becker: 21-10 21-18
- Jan Colin Völker / Stine Küspert – Simon Krax / Antonia Schaller: 21-9 21-19
- Sebastian Grieser / Mareike Bittner – Niklas Niemczyk / Katja Brosch: 21-8 21-16
- Fabian Schlenga / Lena Reder – Lennart Notni / Charlotte Mund: 21-18 18-21 21-10
- David Kramer / Melina Wild – Lin-Yu Oei / Lea Dingler: 21-18 21-14
- Max Weißkirchen / Lara Käpplein – Christian Dumler / Xuan Giao-Tien Nguyen: 21-6 21-13
- Tobias Wadenka / Hannah Pohl – Steffen Becker / Annalena Diks: 21-10 21-9
- Jonathan Rathke / Katharina Altenbeck – Matti-Lukka Bahro / Louisa Marburger: 21-16 21-19
- Christopher Klauer / Florentine Schöffski – Nikolaj Stupplich / Elina Sonnenschein: 21-18 21-16
- Jarne Schlevoigt / Julia Meyer – Jonathan Dresp / Anna Mejikovskiy: 21-13 21-13
- Philipp Nebendahl / Marina Korsch – Pascal Roth / Isabel Scheele: 21-10 21-17
- Marvin Datko / Leona Michalski – Fabian Schlenga / Lena Reder: 21-11 21-13
- Max Weißkirchen / Lara Käpplein – Florian Reinhold / Lena Seibert: 21-11 21-12
- Tobias Wadenka / Hannah Pohl – Sebastian Grieser / Mareike Bittner: 21-19 21-15
- Patrick Scheiel / Franziska Volkmann – Christopher Klauer / Florentine Schöffski: 21-17 21-15
- Alexander Strehse / Annika Horbach – Jonathan Rathke / Katharina Altenbeck: 21-19 21-16
- Jarne Schlevoigt / Julia Meyer – Lucas Gredner / Nadine Cordes: 21-14 20-22 21-16
- Jan Colin Völker / Stine Küspert – Philipp Nebendahl / Marina Korsch: 21-7 21-14
- Bjarne Geiss / Emma Moszczynski – David Kramer / Melina Wild: 21-12 21-10
- Bjarne Geiss / Emma Moszczynski – Patrick Scheiel / Franziska Volkmann: 21-11 21-14
- Jan Colin Völker / Stine Küspert – Tobias Wadenka / Hannah Pohl: 21-19 21-14
- Patrick Scheiel / Franziska Volkmann – Marvin Datko / Leona Michalski: 21-14 21-17
- Bjarne Geiss / Emma Moszczynski – Max Weißkirchen / Lara Käpplein: 21-13 3-12 Aufgabe
- Tobias Wadenka / Hannah Pohl – Alexander Strehse / Annika Horbach: 21-15 17-21 21-12
- Jan Colin Völker / Stine Küspert – Jarne Schlevoigt / Julia Meyer: 21-11 21-14
- Bjarne Geiss / Emma Moszczynski – Jan Colin Völker / Stine Küspert: 23-21 21-9